# Scleria afroreflexa
Scleria afroreflexa är en halvgräsart som beskrevs av Kaare Arnstein Lye. Scleria afroreflexa ingår i släktet Scleria och familjen halvgräs. IUCN kategoriserar arten globalt som starkt hotad.
Artens utbredningsområde är Kamerun. Inga underarter finns listade i Catalogue of Life.